# César-díjak 2017
A 42. César-díj átadó ünnepségre, amelyen a 2016-ban forgalomba hozott, s a francia filmes szakma képviselői által legjobbnak ítélt francia alkotásokat részesítették elismerésben, 2017. február 24-én került sor a párizsi Pleyel előadóteremben. Az ünnepség ceremóniamesterének Jérôme Commandeur színész, humoristát kérték fel. A 28. gálát követően, amikor is nem sokkal a díjátadó előtt elhunyt a tisztségre felkért Maurice Pialat, most másodszor fordul elő, hogy nem volt a rendezvénynek elnöke. A felkérést elfogadó Roman Polański ellen ugyanis – egy 40 évvel korábban kiskorú ellen elkövetett szexuális bűncselekménye miatt – feminista szervezetek kampányt indítottak és a díjátadó bojkottjára szólítottak fel, mire ő a jelölések bejelentése előtti napon visszalépett. Helyette új személyt nem jelöltek, hanem a filmakadémia elnöke bejelentette: „nem lesz elnök”.

## Jelölések és díjak
A díjra jelölt filmek, alkotók és szereplők végleges listáját, melyet az Filmművészeti és Filmtechnikai Akadémia (AATC) 4622 állandó, és mintegy 200 pártoló tagja 670 filmből és 2948 személyből állított össze, 2017. január 25-én hozták ünnepélyes keretek között nyilvánosságra.
11 jelölést kapott Paul Verhoeven francia-német-belga koprodukcióban készített Áldozat? című pszicho-thrillerje, amely a 74. Golden Globe-gálán a legjobb idegen nyelvű film lett, és amelynek női főszereplője, Isabelle Huppert ugyanott átvehette a legjobb drámai színésznőnek járó szobrocskát, továbbá jelölve lett a legjobb női főszereplőnek járó Oscar-díjra is. Ugyancsak 11 jelölést kapott François Ozon háborús filmdrámája, a Frantz. Jelentős számú (9) jelölést kapott még Bruno Dumont francia-német koprodukcióban forgatott A sors kegyeltjei... meg a többiek című komédiája, valamint Nicole Garcia Mal de pierres című romantikus drámája (8).
A díjak kiosztása nem tükrözte ezt a nagy különbséget az alkotások között. A két legtöbb, összességében 22 jelölést kapott film csupán három díjat vihetett el; az Áldozat? lett a legjobb film, női főszereplője pedig a legjobb színésznő, a Frantz esetében pedig Pascal Marti operatőri munkáját értékelték. Három-három díjat kapott a Divines (7 jelölésből), valamint az Ez csak a világ vége (6 jelölésből). A további tizenhárom díjon tíz alkotás osztozott.
A legnagyobb csalódás viszont Bruno Dumont A sors kegyeltjei... meg a többiek című krimi komédiájának, valamint Nicole Garcia Mal de pierres romantikus drámájának alkotógárdáját érte: a az előbbinek 9 jelölésből, az utóbbinak 8 jelölésből sem sikerült valamelyiket díjra váltania. 
Az Akadémia vezetésének döntése alapján a tiszteletbeli Césart 2017-ben „ragyogó színészi, rendezői, forgatókönyvírói és produceri tehetsége, s mindenek előtt művészi és szellemi nemeslelkűsége” elismeréseként George Clooney amerikai színész érdemelte ki.
A díjátadó alkalmat adott arra, hogy megemlékezzenek az elmúlt évben elhunyt francia művészeti élet és filmszakma olyan személyiségeiről, mint Jacques Rouffio filmrendező, Pierre Tchernia rendező, műsorvezető, Français Maistre és Marc Michel színészek, Emmanuelle Riva, Michèle Morgan és Jacqueline Pagnol színésznők, vagy Christophe Lambert reklámmenedzser. A gála díszvendégeként köszöntötték a francia filmművészet legendás alakját, Jean-Paul Belmondót. A nézők vastapsa mellett színpadra lépő 83 éves művészt Jean Dujardin a következő szavakkal méltatta: „Ő maga a francia film, egyesíti a szerzői és közönségfilmet, francia hangjával és olasz sármjával meg tudta hódítani a filmkedvelőket.”
| Díjak                            | Jelöltek |
| -------------------------------- | --- |
| Legjobb film                     | - Áldozat? (Elle), rendezte: Paul Verhoeven - Ártatlanok (Les innocentes), rendezte: Anne Fontaine - A sors kegyeltjei... meg a többiek (Ma loute), rendezte: Bruno Dumont - Divines, rendezte: Houda Benyamina - Egy ágyban Victoriával (Victoria), rendezte: Justine Triet - Frantz, rendezte: François Ozon - Mal de pierres, rendezte: Nicole Garcia |
| Legjobb rendező                  | - Xavier Dolan – Ez csak a világ vége (Juste la fin du monde) - Houda Benyamina – Divines - François Ozon – Frantz - Bruno Dumont – A sors kegyeltjei... meg a többiek (Ma loute) - Anne Fontaine – Ártatlanok (Les innocentes) - Nicole Garcia – Mal de pierres - Paul Verhoeven – Áldozat? (Elle) |
| Legjobb színésznő                | - Isabelle Huppert – Áldozat? (Elle) - Judith Chemla – Egy asszony élete (Une vie) - Marion Cotillard – Mal de pierres - Virginie Efira – Egy ágyban Victoriával (Victoria) - Marina Foïs – Feddhetetlen (Irréprochable) - Sidse Babett Knudsen – 150 milligramm (La fille de Brest) - Soko – La danseuse |
| Legjobb színész                  | - Gaspard Ulliel – Ez csak a világ vége (Juste la fin du monde) - François Cluzet – A pótolhatatlan Werner doktor (Médecin de campagne) - Pierre Deladonchamps – Le fils de Jean - Nicolas Duvauchelle – Egy tisztességes ember (Je ne suis pas un salaud) - Fabrice Luchini – A sors kegyeltjei... meg a többiek (Ma loute) - Pierre Niney – Frantz - Omar Sy – Csokoládé (Chocolat)                                                                                                   |
| Legjobb mellékszereplő színésznő | - Déborah Lukumuena – Divines - Nathalie Baye – Ez csak a világ vége (Juste la fin du monde) - Valeria Bruni Tedeschi – A sors kegyeltjei... meg a többiek (Ma loute) - Anne Consigny – Áldozat? (Elle) - Mélanie Thierry – La danseuse |
| Legjobb mellékszereplő színész   | - James Thierrée – Csokoládé (Chocolat) - Gabriel Arcand – Le fils de Jean - Vincent Cassel – Ez csak a világ vége (Juste la fin du monde) - Vincent Lacoste – Egy ágyban Victoriával (Victoria) - Laurent Lafitte – Áldozat? (Elle) - Melvil Poupaud – Egy ágyban Victoriával (Victoria) |
| Legígéretesebb fiatal színésznő  | - Oulaya Amamra – Divines - Paula Beer – Frantz - Lily-Rose Depp – La danseuse - Noémie Merlant – Le ciel attendra - Raph – A sors kegyeltjei... meg a többiek (Ma loute) |
| Legígéretesebb fiatal színész    | - Niels Schneider – Sötét gyémánt (Diamant noir) - Jonas Bloquet – Áldozat? (Elle) - Damien Bonnard – Állva maradni (Rester vertical) - Corentin Fila – 17 évesen (Quand on a 17 ans) - Kacey Mottet-Klein – 17 évesen (Quand on a 17 ans) |
| Legjobb operatőr                 | - Pascal Marti – Frantz - Stéphane Fontaine – Áldozat? (Elle) - Caroline Champetier – Ártatlanok (Les innocentes) - Guillaume Deffontaines – A sors kegyeltjei... meg a többiek (Ma loute) - Christophe Beaucarne – Mal de pierres |
| Legjobb vágás                    | - Xavier Dolan – Ez csak a világ vége (Juste la fin du monde) - Loïc Lallemand, Vincent Tricon – Divines - Job ter Burg – Áldozat? (Elle) - Laure Gardette – Frantz - Simon Jacquet – Mal de pierres |
| Legjobb eredeti forgatókönyv     | - Sólveig Anspach és Jean-Luc Gaget – Vízhatás (L'effet aquatique) - Romain Compingt, Houda Benyamina és Malik Rumeau – Divines - Sabrina B. Karine, Alice Vial, Pascal Bonitzer és Anne Fontaine – Ártatlanok (Les innocentes) - Bruno Dumont – A sors kegyeltjei... meg a többiek (Ma loute) - Justine Triet – Egy ágyban Victoriával (Victoria) |
| Legjobb adaptáció                | - Céline Sciamma – Életem Cukkiniként (Ma vie de Courgette) - David Birke – Áldozat? (Elle) - Séverine Bosschem és Emmanuelle Bercot – 150 milligramm (La fille de Brest) - François Ozon – Frantz - Nicole Garcia és Jacques Fieschi – Mal de pierres - Katell Quillévéré és Gilles Taurand – Szívvel-lélekkel (Réparer les vivants) |
| Legjobb filmzene                 | - Ibrahim Maalouf – Dans les forêts de Sibérie - Gabriel Yared – Csokoládé (Chocolat) - Anne Dudley – Áldozat? (Elle) - Philippe Rombi – Frantz - Sophie Hunger – Életem Cukkiniként (Ma vie de Courgette) |
| Legjobb hang                     | - Marc Engels, Fred Demolder, Sylvain Réty, Jean-Paul Hurier – A mélység kalandora (L'Odyssée) - Brigitte Taillandier, Vincent Guillon et Stéphane Thiébaut – Csokoládé (Chocolat) - Jean-Paul Mugel, Alexis Place, Cyril Holtz et Damien Lazzerini – Áldozat? (Elle) - Martin Boissau, Benoît Gargonne, Jean-Paul Hurier – Frantz - Jean-Pierre Duret, Syvlain Malbrant, Jean-Pierre Laforce – Mal de pierres                                                                          |
| Legjobb díszlet                  | - Jérémie D. Lignol – Csokoládé (Chocolat) - Carlos Conti – La danseuse - Michel Barthélémy – Frantz - Riton Dupire-Clément – A sors kegyeltjei... meg a többiek (Ma loute) - Katia Wyszkop – Planetárium (Planetarium) |
| Legjobb jelmez                   | - Anaïs Romand – La danseuse - Pascaline Chavanne – Frantz - Catherine Leterrier – Mal de pierres - Alexandra Charles – A sors kegyeltjei... meg a többiek (Ma loute) - Madeline Fontaine – Egy asszony élete (Une vie) |
| Legjobb elsőfilm                 | - Divines, rendezte: Houda Benyamina - Cigarettes et chocolat chaud, rendezte: Sophie Reine - La danseuse, rendezte: Stéphanie Di Giusto - Rosalie Blum, rendezte: Julien Rappeneau - Sötét gyémánt (Diamant noir), rendezte: Arthur Harari |
| Legjobb animációs film           | - Életem Cukkiniként (Ma vie de Courgette), rendezte: Claude Barras - A levágott kezű lány (La jeune fille sans mains), rendezte: Sébastien Laudenbach - A vörös teknős (La tortue rouge), rendezte: Michael Dudok de Wit |
| legjobb animációs rövidfilm      | - Celui qui a deux âmes, rendezte: Fabrice Luang-Vija - Café froid, rendezte: François Leroy és Stéphanie Lansaque - Journal animé, rendezte: Donato Sansone - Periféria (Peripheria), rendezte: David Coquard-Dassault |
| Legjobb dokumentumfilm           | - Merci Patron !, rendezte: François Ruffin - Dernières nouvelles du cosmos, rendezte: Julie Bertucelli - Tűz a tengeren (Fuocoammare, par-delà Lampedusa), rendezte: Gianfranco Rosi - Swagger, rendezte: Olivier Babinet - Utazás a francia film világába (Voyage à travers le cinéma français, rendezte: Bertrand Tavernier |
| Legjobb rövidfilm                | - Maman(s), rendezte: Maïmouna Doucouré - Après Suzanne, rendezte: Félix Moati - Au bruit des clochettes, rendezte: Chabname Zariab - Chasse royale, rendezte: Lise Akoka és Romane Gueret - Vers la tendresse, rendezte: Alice Diop |
| Legjobb külföldi film            | - Én, Daniel Blake (I, Daniel Blake), rendezte: Ken Loach GBR, FRA, BEL - Aquarius, rendezte: Kleber Mendonça Filho BRA, FRA - A régi város (Manchester by the Sea), rendezte: Kenneth Lonergan USA - Az ismeretlen lány (La fille inconnue), rendezte: Jean-Pierre és Luc Dardenne BEL, FRA - Érettségi (Bacalaureat), rendezte: Cristian Mungiu ROM, FRA, BEL - Ez csak a világ vége (Juste la fin du monde), rendezte: Xavier Dolan FRA - Toni Erdmann, rendezte: Maren Ade GER, AUT |
| Tiszteletbeli César              | George Clooney |

## Többszörös jelölések és elismerések
A statisztikában a különdíjak nem lettek figyelembe véve.
| Jelölés | Díj | Magyar cím                         | Eredeti cím           |
| ------- | --- | ---------------------------------- | --------------------- |
| 11      | 2   | Áldozat?                           | Elle                  |
| 11      | 1   | Frantz                             | Frantz                |
| 9       | 0   | A sors kegyeltjei... meg a többiek | Ma loute              |
| 8       | 0   | –––                                | Mal de pierres        |
| 7       | 3   | –––                                | Divines               |
| 6       | 3   | Ez csak a világ vége               | Juste la fin du monde |
| 6       | 1   | –––                                | La danseuse           |
| 5       | 2   | Csokoládé                          | Chocolat              |
| 5       | 0   | Egy ágyban Victoriával             | Victoria              |
| 4       | 0   | Ártatlanok                         | Les innocentes        |
| 3       | 2   | Életem Cukkiniként                 | Ma vie de Courgette   |
| 2       | 1   | Sötét gyémánt                      | Diamant noir          |
| 2       | 0   | 150 milligramm                     | La fille de Brest     |
| 2       | 0   | 17 évesen                          | Quand on a 17 ans     |
| 2       | 0   | Egy asszony élete                  | Une vie               |
| 2       | 0   | –––                                | Le fils de Jean       |